# Fundacja Wolność od Religii

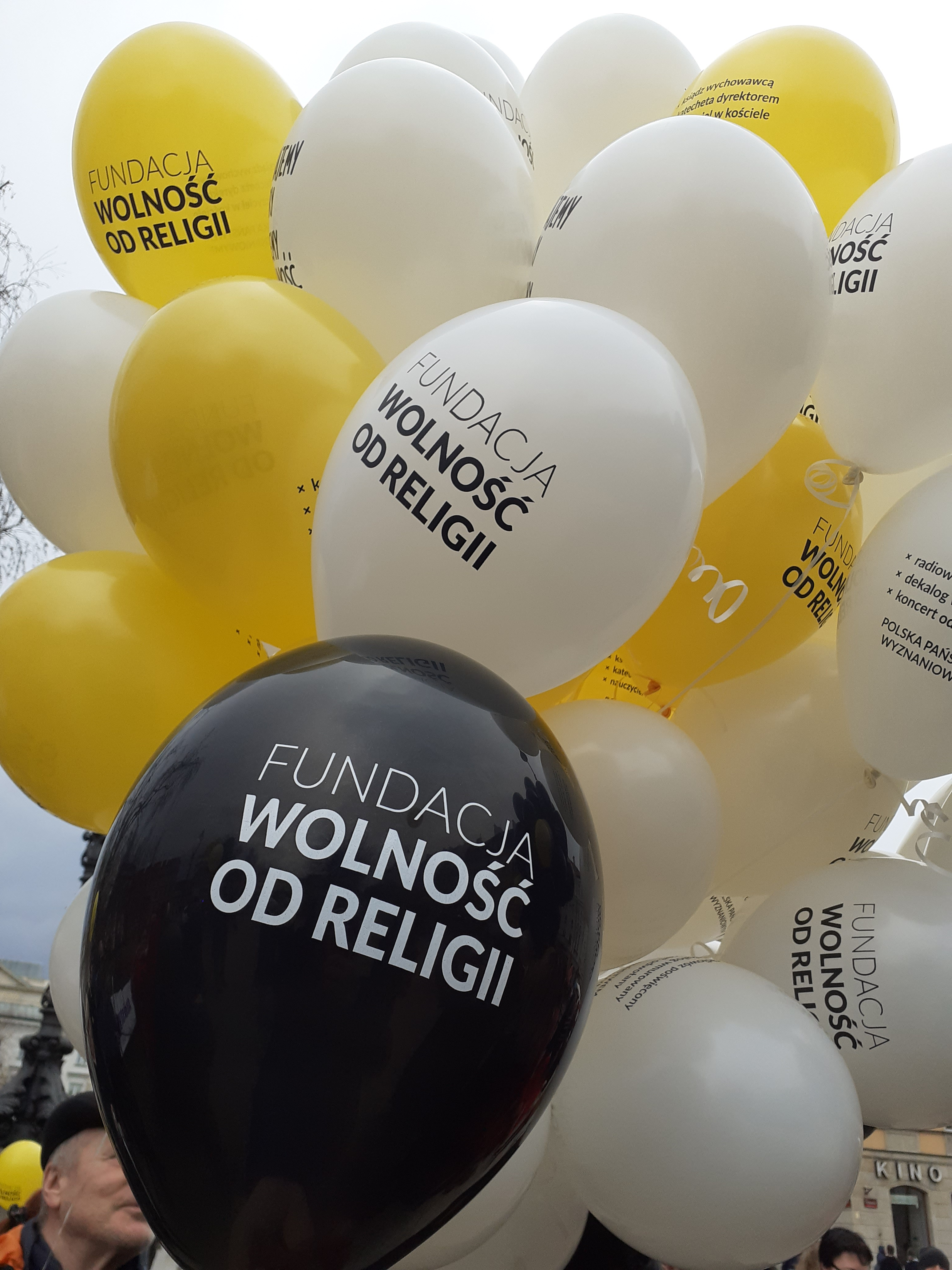
Balony Fundacji Wolność od Religii rozdawane w trakcie marszu ateistów w Warszawie (2023).

Fundacja Wolność od Religii – założona w 2011 r. fundacja, której misją jest ochrona praw mniejszości bezwyznaniowej oraz obrona przed religią. Aktualnie funkcję prezesa zarządu fundacji pełni Dorota Wójcik.
Fundacja prowadziła kampanię billboardową pod hasłem „Masz prawo nie wierzyć”. Kampania jest reakcją m.in. na działający podczas VII kadencji Sejmu zespół parlamentarny ds. przeciwdziałania ateizacji Polski, który składał się wyłącznie z posłów Prawa i Sprawiedliwości.
Przykładami innych kampanii prowadzonych przez fundację są „Nie zabijam, nie kradnę, nie wierzę” oraz „Ateiści są boscy”.